# Família Allende
La família Allende està integrada per personatges rellevants de la política xilena. Aquesta família va arribar a Xile al segle xvii, i es va establir a Valparaíso.
Entre ells, Ramón Allende Padín (1845-1884) va ser un senador i maçó del Partit Radical. El seu fill Salvador Allende Castro, també radical i maçó, es va casar amb Laura Gossens Uribe, i va tenir sis fills, entre els quals s'expliquen Laura Allende Gossens (1911-1981), diputada de Santiago entre 1969 i 1973, i el més conegut a nivell internacional, Salvador Allende (1908-1973), senador socialista entre 1945 i 1970, i President de la República entre 1970 i 1973, fins que va ser enderrocat i va acabar amb la seva vida durant el Cop d'estat liderat per Augusto Pinochet.
Entre les filles de Laura destaquen la diputada Denise Pascal i el militant del MIR Andrés Pascal Allende.
El president Salvador Allende va deixar al costat d'Hortensia Bussi com a descendència a Beatriz Allende(mare de la diputada Maya Fernández) i la senadora Isabel Allende Bussi. En 1969, Salvador va començar una relació amb Miria Contreras Bell. No obstant això, mai es va divorciar d'Hortensia. Des de llavors el matrimoni Allende-Bussi va continuar desenvolupant-se com una mera formalitat. A l'any següent, quan Salvador va assumir la presidència de Xile, la seva esposava assumir el seu títol de primera dama.

## Història

### Dictadura militar i exili

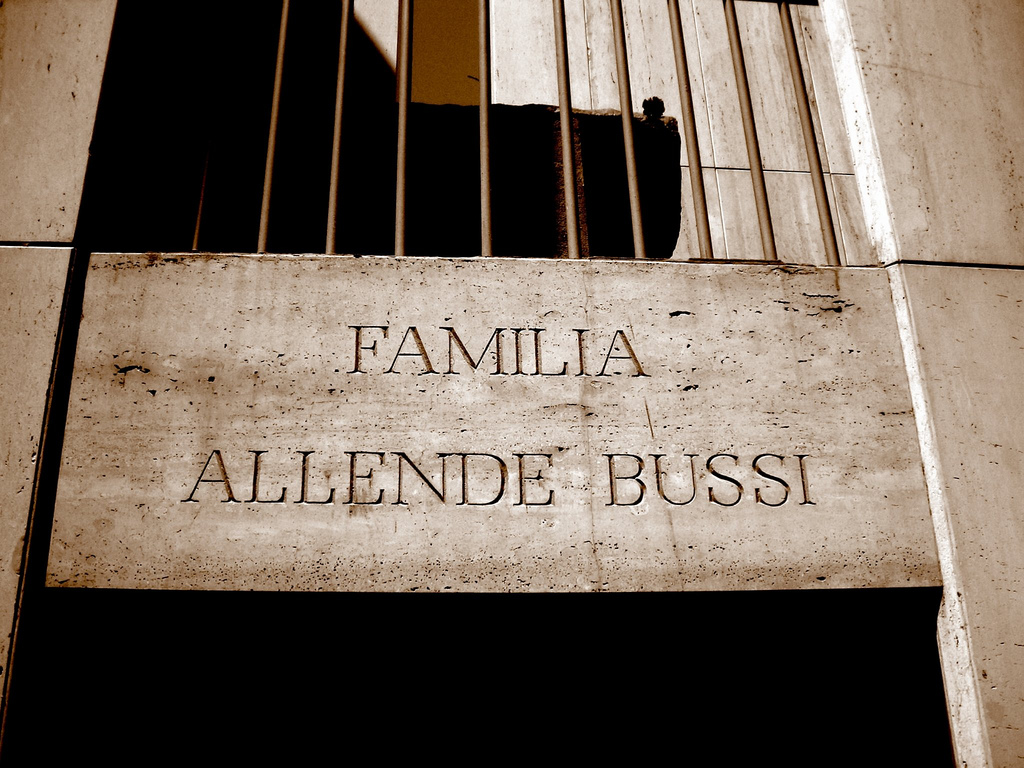
Panteó de la Família Allende Bussi.

El Cop d'estat a Xile de l'11 de setembre de 1973 va marcar tràgicament la vida de la família Allende. Durant l'assalt i bombardeig de les Forces Armades al Palau de la Moneda, el president enderrocat, Salvador Allende Gossens, va obligar a la seva filla, confident i consellera política Beatriz Allende, qui es trobava embarassada d'Alejandro, al fet que abandonés el palau en flames. Posteriorment, quan el palau ja estava pres, va optar per suïcidar-se. La seva residència presidencial del carrer Tomás Moro, on es trobava la seva esposa, Hortensia Bussi, va anar també bombardejada, però va aconseguir sobreviure a l'atac.
Després del Cop d'estat, que va donar començament a la dictadura militar liderada per Augusto Pinochet, durant el període conegut com a dictadura militar, diversos membres de la família van partir a l'exili. Beatriz es va separar, i exiliada a l'Havana, Cuba, es va suïcidar quatre anys més tard. La germana de Salvador, Laura Allende Gossens, afligida d'un dolorós càncer, va seguir els passos de Beatriz en 1981, també a la capital cubana.

### Tornada a la democràcia i actualitat
Hortensia Bussi va morir a Santiago de Xile en 2009, als 94 anys. Gonzalo Bressoli Allende, fill d'Isabel Allende Bussi i molt proper a la seva àvia Hortensia, va ressentir molt la seva mort. Poc després va morir la seva pròpia esposa, Gema Salazar, producte d'una leucèmia, i Gonzalo va caure en una profunda depressió, que ho va portar a llevar-se la vida l'any següent, als 45 anys.